# Michael Korduner
Michael Korduner, alias ahl, född 1 januari 1984 i Täby församling i Täby kommun, är en svensk före detta professionell Counter-Strike-spelare som spelade i klaner som Ninjas in Pyjamas (NiP), SK Gaming (SK) med flera.

## Karriär

### Counter-Strike
Korduner tillhörde den spelarelit inom e-sporten som tog de första stegen att bli professionella med spelarkontrakt och spelarföreningar. Med vinster i de stora turneringarna som World Cyber Games (WCG) och Cyberathlete Professional League (CPL), samt med höga placeringar i Electronic Sports World Cup (ESWC), vann Korduner det mesta som var möjligt att vinna inom datorspelet Counter-Strike. Han ansågs som en av världens bästa Counter-Strike-spelare under sin aktiva karriär åren 1999 till 2006. Korduner spelade även flera matcher i det officiella svenska landslaget och vann flera matcher för Sverige. Korduner utsågs av Sportbladet till den 19:e bästa svenska Counter-Strike-spelaren någonsin.

### Övrigt
Efter att ha slutat med Counter-Strike utbildade sig Korduner till jurist och han är numera advokat.

## Resultat i urval[11][12]
1:a plats, ClanBase NationsCup I, 2001 (nation: Sverige).
3:e plats, CPL Europe London, 2001 (klan: GameOnline). Tävlingsort: London, England
1:a plats, CPL Winter, 2001 (klan: Ninjas in Pyjamas). Tävlingsort: Dallas, USA
1:a plats, ClanBase NationsCup II, 2002 (nation: Sverige)
3:e plats, CPL Summer, 2002 (klan: eSports United Sweden). Tävlingsort: Dallas, USA
2:a plats, CPL Europe Oslo, 2002 (klan: mortal Teamwork). Tävlingsort: Oslo, Norge
4:e plats, CPL Winter, 2002 (klan: team9). Tävlingsort: Dallas, USA
3:e plats, ClanBase NationsCup III, 2003 (nation: Sverige)
3:e plats, ESWC, 2003 (klan: SK Gaming). Tävlingsort: Poitiers, Frankrike
1:a plats, CPL Europe Cannes, 2003 (klan: SK Gaming). Tävlingsort: Cannes, Frankrike
1:a plats, CPL Summer, 2003 (klan: SK Gaming). Tävlingsort: Dallas, USA
1:a plats, WCG, 2003 (klan: SK Gaming). Tävlingsort: Seoul, Sydkorea
1:a plats, CPL Europe Copenhagen, 2003 (klan: SK Gaming). Tävlingsort: Köpenhamn, Danmark
1:a plats, CPL Winter, 2003 (klan: SK Gaming). Tävlingsort: Dallas, USA
2:a plats, CPL Summer, 2004 (klan: SK Gaming). Tävlingsort: Dallas, USA
5–8:e plats, ESWC, 2004 (klan: SK Gaming). Tävlingsort: Poitiers, Frankrike
4:e plats, WCG, 2004 (klan: SK Gaming). Tävlingsort: San Francisco, USA
3:e plats, CPL World Tour: Spain, 2005 (klan: Ninjas in Pyjamas). Tävlingsort: Barcelona, Spanien
7–8:e plats, CPL World Tour: UK, 2005 (klan: SK Gaming). Tävlingsort: Sheffield, England
1:a plats, CPL Summer, 2005 (klan: SK Gaming). Tävlingsort: Dallas, USA
1:a plats, CPL Winter, 2005 (klan: SK Gaming). Tävlingsort: Dallas, USA
5:e plats, CPL Summer, 2006 (klan: Mousesports). Tävlingsort: Grapevine, USA